# Rendiconti del Circolo matematico di Palermo
Rendiconti del Circolo matematico di Palermo was een Italiaans wiskundig tijdschrift, dat in 1887 werd opgericht door Giovanni Guccia, drie jaar nadat hij ook de Circolo Matematico di Palermo had opgericht.